# Traspinedo
Traspinedo – gmina w Hiszpanii, w prowincji Valladolid, w Kastylii i León, o powierzchni 26,3 km². W 2011 roku gmina liczyła 1079 mieszkańców.